# Ekshärads distrikt
Ekshärads distrikt är ett distrikt i Hagfors kommun och Värmlands län. Distriktet ligger omkring Ekshärad i nordöstra Värmland.

## Tidigare administrativ tillhörighet
Distriktet inrättades 2016 och utgörs av Ekshärads socken i Hagfors kommun.
Området motsvarar den omfattning Ekshärads församling hade vid årsskiftet 1999/2000.

## Tätorter och småorter
I Ekshärads distrikt finns två tätorter och en småort.

### Tätorter
- Bergsäng
- Ekshärad (Kyrkheden)

### Småorter
- Mossberg

### Övriga orter
- Byn och Hallen